# 야구 백업
야구나 소프트볼에서 백업은 수비수가 포구의 실패나 송구 실패 등의 문제를 만들었을 경우 다른 수비수가 미리 대기하고 있거나 대신 포구를 하여 주자의 진루와 득점을 막고 아웃카운트를 늘리는 수비 전법이다.

## 예시
- 좌익수가 송구 중 엉뚱한 곳으로 송구를 할 경우 1루수나 투수, 2루수가 대신 포구하는 경우.
- 투수가 던진 공을 포수가 놓쳐 뒤로 굴러간 경우, 투수는 포수의 송구를 받기 위해 본루로 이동하여 주자의 득점을 막고 아웃카운트를 늘릴 수 있다.